# Paul Davies (Physiker)

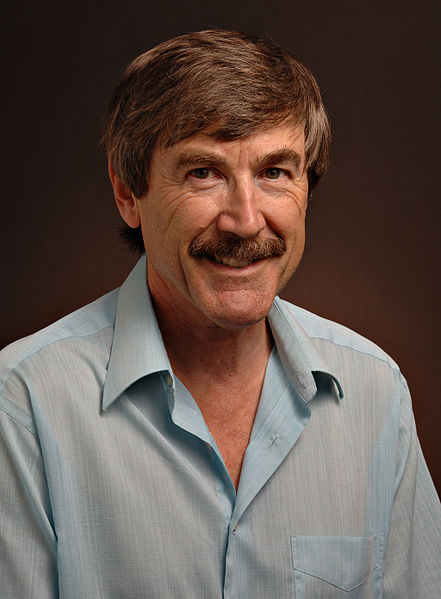
Paul Davies

Paul Charles William Davies AM (* 22. April 1946 in London) ist ein britischer Physiker und Sachbuchautor, der in Großbritannien, Australien und den USA gelehrt hat.

## Leben
Davies machte 1967 seinen Bachelor-Abschluss am University College London, wo er 1970 promovierte (über die Wheeler-Feynman-Version der Elektrodynamik). Danach war er zwei Jahre als Post-Doc am Institut für theoretische Astronomie in Cambridge bei Fred Hoyle, wo er sich mit Astrophysik beschäftigte (atomare Elementarprozesse in Sternatmosphären, Kosmologie, Quantentheorie Schwarzer Löcher). 1972 wurde er Lecturer am King’s College London. 1980 wurde er Professor für theoretische Physik an der University of Newcastle-upon-Tyne. 1990 ging er nach Australien, wo er Professor für mathematische Physik (ab 1993 Professor für Natural Philosophy) an der  University of Adelaide wurde. 1998 war er Gastprofessor am Imperial College London und wurde im selben Jahr Adjunct Professor an der University of Queensland. 2001 wurde er Adjunct Professor am Australian Centre for Astrobiology an der Macquarie University, das er mitgründete. 2006 wurde er Professor und Direktor sowie Mitgründer des Beyond Center for Fundamental Concepts of Science der Arizona State University, das zum Auftrag hat, Forschung, Austausch und Diskussion zu elementaren Fragen des Universums und der Entstehung des Lebens zu fördern.
Davies beschäftigt sich neben der Kosmologie und Quantenfeldtheorie (speziell Quantenfeldtheorie in gekrümmten Raum-Zeiten) auch mit Astrobiologie, SETI und Fragen des Ursprungs des Lebens. Seine Forschungsgebiete sind Themen seiner zahlreichen allgemeinverständlich gehaltenen Bücher, in denen er auch weltanschauliche und religiöse Fragen anspricht. In englischsprachigen Ländern ist er für seine Fernseh- und Radiosendungen bekannt, zum Beispiel im Radioprogramm der BBC und im australischen Fernsehen.
Seit 2005 ist Davies Leiter einer Arbeitsgruppe der International Academy of Astronautics, die Vorgehensweisen für den Fall ausarbeiten soll, dass im Rahmen des SETI-Projektes tatsächlich Signale außerirdischer Wesen aufgefangen werden sollten.
1995 erhielt er den hochdotierten Templeton-Preis der Templeton Foundation. Weitere Preise erhielt er für seine populärwissenschaftlichen Bücher.
Er ist Fellow des World Economic Forum und Mitglied der Royal Literary Society, Fellow des Australian Institute of Physics, des UK Institute of Physics und des Singapore Institute of Physics sowie Ehrenmitglied der Indian Astronomical Society.
Aus einer 1972 geschlossenen ersten Ehe hat Davies drei Töchter und einen Sohn. In zweiter Ehe heiratete er 2003 eine Wissenschaftsjournalistin.
Am 2. Februar 1999 wurde der Asteroid (6870) Pauldavies nach ihm benannt.

## Schriften
Wissenschaftliche Bücher
- The physics of time asymmetry. University of California Press, 1976.
- mit Nicholas D. Birrell: Quantum fields in curved space. Cambridge University Press, 1982.
- mit David Betts: Quantum Mechanics. Kluwer, 1994.
- Herausgeber: The new physics. Cambridge University Press, 1989.

Populärwissenschaftliche Bücher
- Der kosmische Volltreffer. Warum wir hier sind und das Universum wie für uns geschaffen ist. Campus, 2008 (The Goldilocks enigma – why is the universe just right for life?).
- So baut man eine Zeitmaschine. Piper, 2005, ISBN 3-492-24422-X (How to build a time machine).
- Das fünfte Wunder. Auf der Suche nach dem Ursprung des Lebens. Scherz, 2001, ISBN 3-502-15163-6 (The fifth Miracle, Penguin 1998).
- mit Julian Brown: Der Geist im Atom. Eine Diskussion der Geheimnisse der Quantenphysik. Insel, Frankfurt 2001, ISBN 3-458-33199-9 (The Ghost in the atom).
- Die letzten drei Minuten. Bertelsmann, München 1997, ISBN 3-570-12005-8; Goldmann, München 1998, ISBN 3-442-15008-6 (The last three minutes).
- Sind wir allein im Universum? Sonderausgabe. Über die Wahrscheinlichkeit außerirdischen Lebens. 1998, ISBN 3-502-19144-1 (Are we alone?).
- Der Plan Gottes. Die Rätsel unserer Existenz und die Wissenschaft. Insel, Frankfurt 1996, ISBN 3-458-33634-6 (The Mind of God, Simon and Schuster 1993).
- Die Unsterblichkeit der Zeit. Die moderne Physik zwischen Rationalität und Gott. Scherz, München 1995, ISBN 3-502-13143-0 (About Time – Einstein’s unfinished revolution, Simon and Schuster 1995).
- mit John Gribbin: Auf dem Weg zur Weltformel. Superstrings, Chaos, Complexity – und was dann? Byblos, 1993 (The Matter Myth).
- mit Julian R. Brown (Hrsg.): Superstrings. Eine Allumfassende Theorie der Natur in der Diskussion. DTV, München 1992, ISBN 3-423-11497-5 (zuerst 1988, mit Interviews von Richard Feynman, John Schwarz, Edward Witten, Michael Green, Steven Weinberg, David Gross, John Ellis, Abdus Salam, Sheldon Glashow).
- Prinzip Chaos. Goldmann, München 1991, ISBN 3-442-11469-1 (The cosmic blueprint 1987).
- Die Urkraft – auf der Suche nach einer einheitlichen Theorie der Natur. DTV, München 1990, ISBN 3-423-11275-1 (Superforce 1984).
- Gott und die moderne Physik. Bertelsmann, München 1986, ISBN 3-570-04906-X (God and the new physics, Dent 1983).
- Mehrfachwelten. Entdeckungen der Quantenphysik. Diederichs, München 1981, 1988, ISBN 3-424-00714-5 (Other Worlds, Simon and Schuster 1980).
- Am Ende ein neuer Anfang. Die Biographie des Universums. Diederichs, München 1979, ISBN 3-424-00662-9; Ullstein 1984 (The Runaway Universe, 1977).
- The Forces of Nature. Cambridge University Press, 1979, 2. Auflage 1986.
- The Edge of Infinity. Simon and Schuster, 1981.
- The Accidental Universe. Cambridge University Press, 1982.
- The Eerie Silence. Houghton Mifflin Harcourt, 2010, ISBN 978-0-547-13324-9.

Romane
- Feuerball. Rasch und Röhring, 1989, 1992, ISBN 3-89136-265-X (Fireball 1987, Thriller).